# Vassgårdasjön
Vassgårdasjön är en sjö i Kristinehamns kommun i Värmland och ingår i Göta älvs huvudavrinningsområde. Sjön har en area på 0,0972 kvadratkilometer och ligger 114,3 meter över havet. Sjön avvattnas av vattendraget Övrekvarnsälven.

## Delavrinningsområde
Vassgårdasjön ingår i det delavrinningsområde (657896-140622) som SMHI kallar för Mynnar i Varnan. Medelhöjden är 129 meter över havet och ytan är 22,5 kvadratkilometer. Det finns ett avrinningsområde uppströms, och räknas det in blir den ackumulerade arean 37,66 kvadratkilometer. Övrekvarnsälven som avvattnar avrinningsområdet har biflödesordning 3, vilket innebär att vattnet flödar genom totalt 3 vattendrag innan det når havet efter 250 kilometer. Avrinningsområdet består mestadels av skog (80 procent). Avrinningsområdet har 0,1 kvadratkilometer vattenytor vilket ger det en sjöprocent på 0,4 procent. Bebyggelsen i området täcker en yta av 0,95 kvadratkilometer eller 4 procent av avrinningsområdet.